# Contea di Toombs
La contea di Toombs (in inglese Toombs County) è una contea dello Stato della Georgia, negli Stati Uniti. La popolazione al censimento del 2000 era di 26 067 abitanti. Il capoluogo di contea è Lyons.